# ハイチ

ハイチ共和国
Repiblik d Ayiti（ハイチ語）
République d'Haïti（フランス語）

国の標語：L'union fait la force
（フランス語: 団結は力なり）
国歌：La Dessalinienne （フランス語）
デサリーヌの歌

ハイチ（ハイチ語: Ayiti [ajiti]; フランス語: Haïti [a.iti]; 英語: Haiti [ˈheɪti] ( 音声ファイル)）は、カリブ海地域のイスパニョーラ島西部を占める共和制国家。首都はポルトープランス。
公式には ハイチ共和国（ハイチきょうわこく、ハイチ語: Repiblik d Ayiti、フランス語: République d'Haïti、英語: Republic of Haiti）という。
世界初の黒人による共和国だが、独立以来政情が不安定な状況が断続的に続いており、2025年現在もギャングによる支配が拡大しており、政府の統治は麻痺状態である。

## 概要
ハイチはカリブ海の大アンティル諸島のイスパニョーラ島に位置し、キューバとジャマイカの東、バハマとタークス・カイコス諸島の南に位置する国である。島の西部8分の3を占め、ドミニカ共和国と共有している 。南西部には、ハイチが領有権を主張する小島ナヴァッサ島があるが、米国連邦政府の管理下にあるテリトリーであることが争いとなっている 。ハイチの面積は27,750平方キロメートルで、カリブ海においては3番目に大きな国であり、推定人口は1,140万人で、カリブ海で最も人口の多い国である。
ハイチは国連、米州機構（OAS）、カリブ諸国連合、およびフランコフォニー国際機関の創設メンバーである。カリブ共同体に加え、国際通貨基金、世界貿易機関およびラテンアメリカ・カリブ諸国共同体にも加盟している。
世界初の黒人による共和国だが、歴史的に貧しく、政情不安定が慢性化しており、人間開発指数がアメリカ大陸で最も低い国である。21世紀に入ってからも、国連の介入を招いたクーデターや、25万人以上の死者を出した大地震、武装勢力による大統領の暗殺など、不安定な状況が続いている。

## 国名
正式名称は、ハイチ語で Repiblik d Ayiti（レピブリク・ダイティ）、標準フランス語で République d'Haïti （レピュブリク・ダイティ）。通称は Ayiti、Haïti（アイティ）。
公式の英語表記はRepublic of Haiti（リパブリク オヴ ヘイティ）。通称、Haiti（ヘイティ）。
日本語の表記は、ハイチ共和国。通称はハイチ、漢字表記は海地。なお、「ハイチ」とは“Haiti”の訓令式ローマ字読みであり、現地では通用しない。
「ハイチ（アイティ）」とは、先住民族の一部族であるアラワク系タイノ人の言葉で「山ばかりの土地」を意味する言葉に由来し、独立に際してそれまでのフランス語名「サン＝ドマング」から改名された。

## 歴史

### 先コロンブス期
この島にはもともと、南アメリカを起源とする先住民族タイノ族が住んでいた。紀元前4000年から1000年までの間にアメリカ先住民のアラワク人（タイノ人）が南アメリカ大陸のギアナ地方から移住してきた。タイノ人は島をアイティ（Haiti）、ボイオ（Bohio）、キスケージャ（Quesquiya）と呼び、島はおのおののカシーケ（酋長）が指導する五つの部族集団に分かれていた。ヨーロッパ人の征服によりアラワク人は消え去った。征服時にいたインディアンの数は、イスパニョーラ島の全てを合わせるとおよそ100万人から300万人ほどだろうと推測されている。

### 植民地時代
最初のヨーロッパ人は、1492年12月5日、クリストファー・コロンブスの第一回目の航海中に到着した。コロンブスは当初、インドか中国を発見したと考えていた。コロンブスはその後、現在のハイチ北東部沿岸に、アメリカ大陸におけるヨーロッパ人初の入植地「ラ・ナビダッド」を建設した   。コロンブスがイスパニョーラ島を「発見」したとき、この島にはアラワク人（タイノ人）が住んでいたが、それから四半世紀のうちにスペインの入植者によって絶滅させられた。金鉱山が発見され、インディアンのカリブ人が奴隷として使役され、疫病と過酷な労働で次々と死んでいった。その後、スペインはおもに西アフリカの黒人奴隷を使っておもに島の東部を中心に植民地サント・ドミンゴ総督領の経営をした。島の西部をフランスが1659年以降徐々に占領していったが、衰退の一途を辿るスペインにはそれを追い払う余力はなく、1697年のライスワイク条約で島の西側3分の1はフランス領とされた。この部分が現在のハイチの国土となる。フランスはここを、フランス領サン＝ドマング (Saint-Domingue) とした。この植民地は、アフリカの奴隷海岸から連行した多くの黒人奴隷を酷使し、おもに林業とサトウキビやコーヒーの栽培によって巨万の富を生み出した。

### 黒人反乱と黒人国家の成立

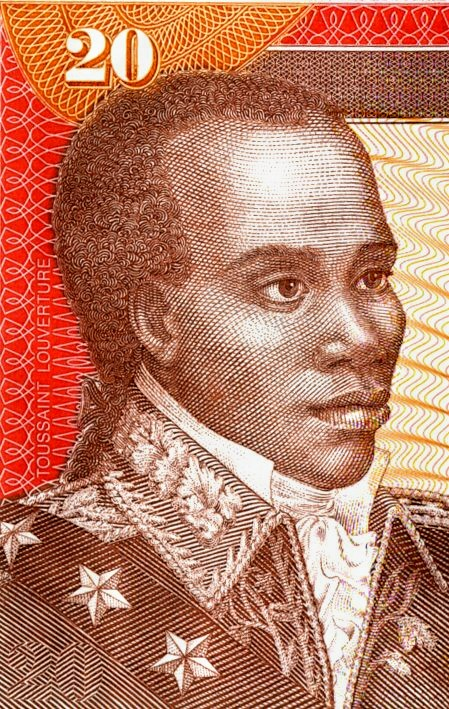
イスパニョーラ総督トゥーサン・ルーヴェルチュール。優れた戦略でイスパニョーラ島を統一し、自治憲法を制定したが、激怒したナポレオン軍の侵攻とだまし討ちによって捕らえられ、死亡した。

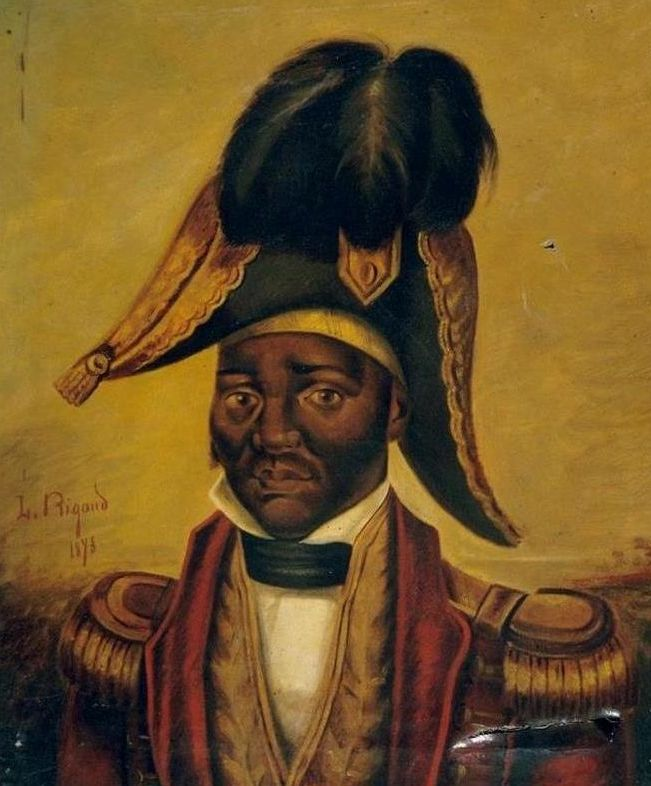
ハイチ帝国の皇帝ジャン＝ジャック・デサリーヌ。ルーヴェルチュールの死後フランス軍を打ち破り、世界初の黒人による共和国を建国した

1789年からフランス本国では革命が勃発し、サン＝ドマングの黒人奴隷とムラート（混血の自由黒人）たちはその報を受けたヴードゥーの司祭デュティ・ブークマンに率いられ、1791年に蜂起した。
トゥーサン・ルーヴェルチュール、ジャン＝ジャック・デサリーヌ、アンリ・クリストフらに率いられた黒人反乱軍は白人の地主を処刑した後、フランスに宣戦布告したイギリスとスペインが、この地を占領するため派遣した軍を撃退し、サン＝ドマング全土を掌握した。ルーヴェルチュールは1801年に自らを終身総督とするサン＝ドマングの自治憲法を公布し、優れた戦略と現実的な政策により戦乱によって疲弊したハイチを立て直そうとしたが、奴隷制の復活を掲げたナポレオンが本国から派遣したシャルル・ルクレールの軍によって1802年に反乱は鎮圧され、指導者ルーヴェルチュールは逮捕されフランスで獄死した。
ところが、新たな指導者デサリーヌの下で再蜂起した反乱軍は、イギリスの支援を受けて、1803年にフランス軍をサン＝ドマング領内から駆逐した。そして、1804年1月1日に独立を宣言し、ハイチ革命が成功した。これは、ラテンアメリカとカリブ海地域で最初の独立国家であり、アメリカ大陸で2番目の共和国であり、奴隷制度を廃止した最初の国であり、奴隷の反乱が成功して成立した歴史上唯一の国家である 。初代大統領のアレクサンドル・ペション以外、ハイチの初代指導者はすべて元奴隷であった。
デサリーヌは国名を先住民族タイノ人由来の名であったハイチ（アイチ）に変更し、ナポレオンに倣って皇帝として即位し（ハイチ帝国）、数世紀にわたる蛮行への報復と、黒人の国であるハイチが再び奴隷制に戻ることへの脅威から、残った白人を処刑し、皇帝はハイチを黒人国家であると宣言し、白人が資産や土地を所有することを禁じた。デサリーヌは1805年に憲法を制定したが、北部のアンリ・クリストフと南部のアレクサンドル・ペションらの勢力に圧迫され、1806年に暗殺された。デサリーヌはハイチ建国の父として後の世まで敬愛されている。

### 賠償金の圧迫と国内の混乱

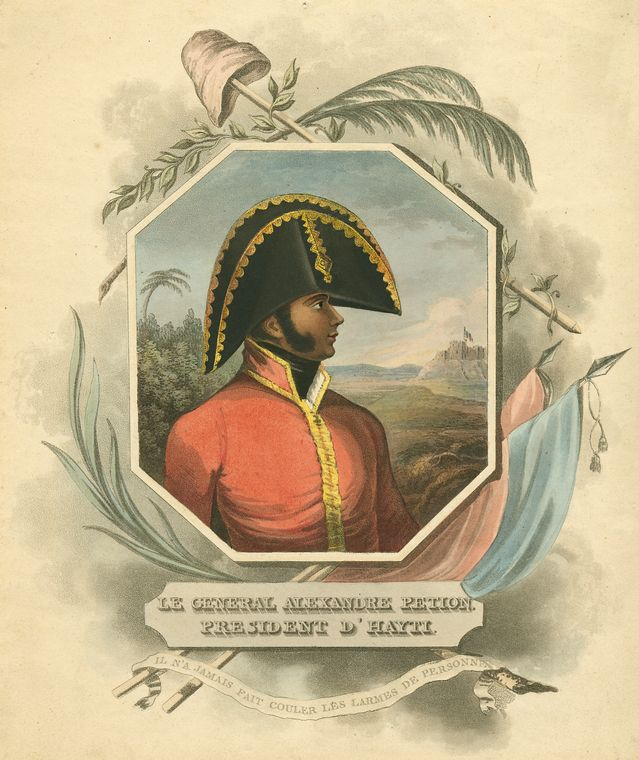
南部の支配者にして初代大統領アレクサンドル・ペション。ベネズエラの奴隷制廃止を条件に、亡命してきた解放者シモン・ボリーバルを物心ともに支援した。ボリーバルはハイチを拠点にベネズエラを解放し、1819年に勅令でベネズエラの部分的奴隷制廃止を宣言した。

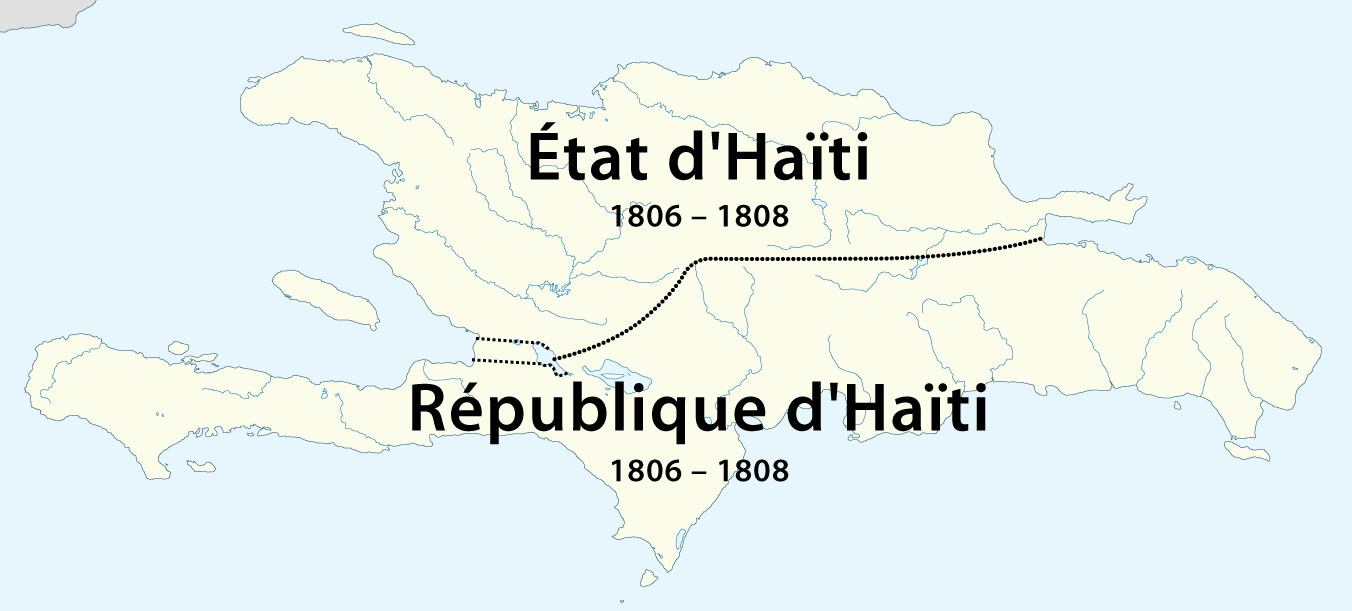
イスパニョーラ島（1806-1808）

この後、クリストフによって世界で初の黒人による共和国、かつラテンアメリカ最初の独立国が誕生し、南北アメリカ大陸の他の植民地の黒人たちや、独立主義者、そしてアメリカ合衆国の黒人奴隷たちを刺激した。

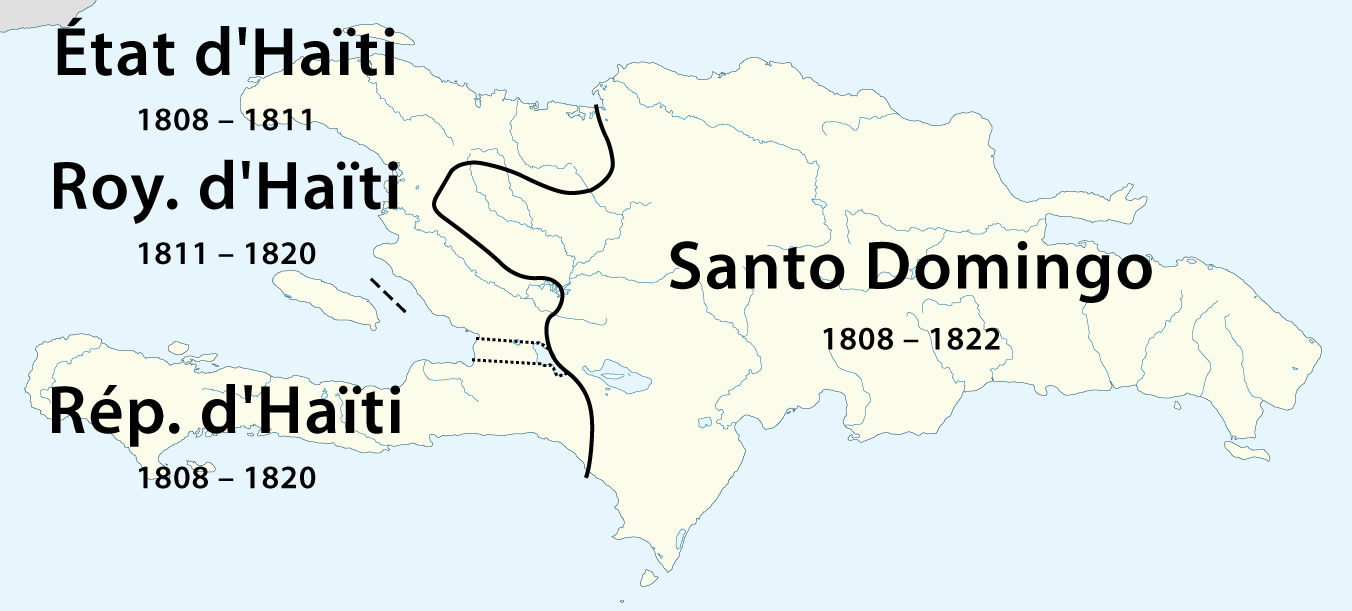
イスパニョーラ島（1808-1820）

しかし北部のハイチ国（フランス語: État d'Haïti）と南部のハイチ共和国（フランス語: République d'Haïti）との南北共和国に分かれて争い、南部の共和国の事実上の支配者ペションは農地改革でプランテーションを解体し、独立闘争の兵士たちに土地を分け与えた。その結果、たくさんの小農が出現した。この時期に南アメリカの解放者、シモン・ボリーバルがペションの下に亡命している。
一方、中部のハイチ王国（フランス語: Royaume d'Haïti）でクリストフが王政を宣言、圧政を敷いた。住民を酷使して豪華な宮殿（サン・スーシー）や城塞（シタデル・ラフェリエール、フランスの再征服に対処するため）（両方とも世界遺産）を建設させるなどの波乱があったが、1820年クリストフの自殺に伴い南部のペションの後継者、大統領ジャン・ピエール・ボワイエがハイチを再統一した。1821年、イスパニョーラ島の東3分の2（現在のドミニカ共和国）を支配していたスペイン人のクリオージョたちがスペイン人ハイチ共和国（Santo Domingo）の独立を宣言し、コロンビア共和国への編入を求めて内戦に陥ると、1822年1月ハイチは軍を進めてこれを併合し（ハイチ共和国によるスペイン人ハイチ共和国占領）、全島に独裁体制（1822年 - 1844年）を築いた。この時期、ボワイエはフランス艦隊から圧迫を受け、独立時にフランス系植民者たちから接収した農園や奴隷などに対する莫大な「賠償金」を請求された。

ハイチの独立後、独立を承認する国家は存在せず、シモン・ボリーバルが全イスパノアメリカ諸国の連合と同盟を企図して1826年に開催したパナマ議会ではハイチの承認が議題として取り上げられたが、パナマ議会が大失敗に終わったため、大コロンビアとイスパノアメリカ諸国によるハイチの承認はなされなかった。結局ハイチはフランスからの独立の承認を得る代償として賠償金の支払いに応じた。この賠償金は長年借金としてハイチを苦しめることとなった。政府は奴隷制を復活させるなどしたが、経済は貧窮した。
1843年、ボワイエの独裁に対しシャルル・リヴィエール＝エラールが蜂起しボワイエを亡命させる。しかし奴隷制に対する農民反乱や軍人の反乱が続く無政府状態に陥り、1844年にフランスへの賠償金のための重税に苦しんでいた東部のスペイン系住民が、再度ドミニカ共和国としての独立を宣言し、これに敗北して東部を手放すなど、内政混乱が続いた。
この状況を収拾したのは元黒人奴隷で1791年の反乱にも参加した将軍フォースタン＝エリ・スールークであり、大統領に就任したが後に帝政（ハイチ帝国）を宣言し、ファーブル・ジェフラール将軍の蜂起で打倒される1859年まで皇帝フォースタン1世として君臨し、国内に秘密警察の監視網を張り巡らせて圧政を敷き、隣国ドミニカへの侵入を繰り返した。スールークを追放したジェフラールは共和制を復活させたが、フランスに対する巨額の賠償金による経済の崩壊、小作農たちの没落、列強の圧迫、相次ぐ大統領の交代や内戦、国家分裂でハイチは混乱し続けた。しかし、この時期、憲法はよりよく機能するよう何度も改正され、後の安定の時期の基礎となった。

### 米国による占領
1870年代末以降、まだ国家分裂や反乱は続いたが、ハイチは近代化への道を歩み始め砂糖貿易などで経済が発展し始めた。しかしフランスへの賠償金は完済せず、近代化のための借金もふくらみハイチの財政を圧迫した。またドイツによる干渉とハイチ占領・植民地化の試みも繰り返されたため、カリブを裏庭とみなすアメリカの警戒を呼び、1915年、アメリカは債務返済を口実に海兵隊を上陸させハイチを占領、シャルルマーニュ・ペラルト将軍などが海兵隊と戦ったが敗れ、数十万人のハイチ人がキューバやドミニカ共和国に亡命した。アメリカ軍は1934年まで軍政を続け、この間、合衆国をモデルにした憲法の導入、分裂を繰り返さないための権力と産業の首都への集中、軍隊の訓練などを行ったが、これは現在に続く地方の衰退や、後に軍事独裁を敷く軍部の強化といった負の側面も残した。またハイチの対外財政は1947年までアメリカが管理し続けた。
1934年には世界恐慌の影響や、ニカラグアでのサンディーノ軍への苦戦などもあって、ルーズベルト合衆国大統領の善隣外交政策により、ハイチからも海兵隊が撤退することになった。アメリカ占領以降、数人のムラートの大統領が共和制の下で交代したが経済苦境は続き、1946年にはクーデターが起こりデュマルセ・エスティメが久々の黒人大統領となった。社会保障や労働政策の改善、多数派黒人の政治的自由の拡大など様々な進歩的な改革を行おうとした。また国際協力の重要性、観光の振興、ハイチ文化の宣揚などを目的に、1949年から1950年にかけて、ポルトープランス万国博覧会を巨費を投じて開催している。
黒人側に立った改革がムラートと黒人との対立など国内混乱を招き、万博の巨額の費用はスキャンダルとなった。1950年にエスティメが憲法を改正して再選を図ろうとしたため、ムラート層や黒人エリートらがクーデターを起こし、黒人エリート軍人のポール・マグロワールによる軍事政権が誕生した。彼の時代、経済はコーヒーやアメリカからの観光などの景気でいっとき活況を呈したが、またも再選を図ろうとしたことをきっかけに全土でゼネラル・ストライキが起こり、混乱する中1956年末に彼はクーデターで打倒された。

### デュヴァリエ親子による独裁

デュヴァリエ父子政権下のハイチ国旗

1957年、クーデターで誕生した軍事独裁政権下で、民政移管と大統領選出をめぐりゼネストやクーデター（July 1958 Haitian coup d'état attempt）が繰り返され政治は混乱したが、9月に行われた総選挙をきっかけに、黒人多数派を代表する医師でポピュリスト政治家のフランソワ・デュヴァリエが大統領に就任した。彼は福祉に長年かかわり保健関係の閣僚も歴任し、当初は「パパ・ドク」と親しまれた。
翌1958年からデュヴァリエは突然独裁者に転じ、国家財政などを私物化し、ブードゥー教を個人崇拝に利用して自らを神格化することで当時北半球最悪と呼ばれた独裁体制を誕生させた。デュヴァリエは戒厳令を敷いて言論や反対派を弾圧。秘密警察トントン・マクートを発足させ多くの国民を逮捕、拷問、殺害した。1971年にデュヴァリエは死亡し、息子で19歳のジャン＝クロード・デュヴァリエ（「ベビー・ドク」）が世界最年少の大統領に就いた。財政破綻による軍事クーデターでデュヴァリエ家が追われる1986年までの長期にわたり、トントン・マクートの暗躍する暗黒時代が続いた。
同時期の政権内部は腐敗が続いた。1976年のアメリカ合衆国議会上下院合同経済委員会では、ハイチへ進出したアメリカ企業の社長が賄賂を要求された様子を証言。政府関係者への賄賂を断ると社長が乗っていた車に黒づくめの男が突然乗り込み、「大統領官邸から来た」と名乗った上でハイチの軍人、警察の遺族年金に拠出を求めてきたという。

### デュヴァリエ以後

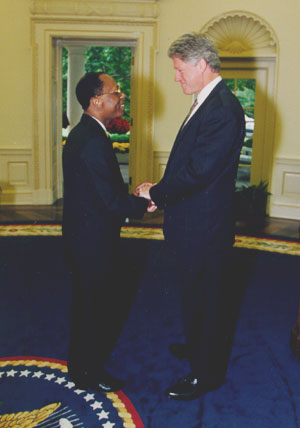
ビル・クリントン米大統領と握手するアリスティド大統領（1994年10月14日）

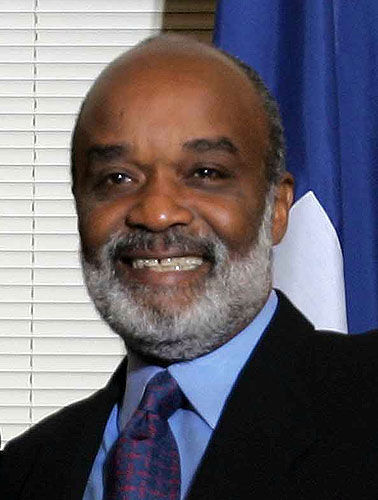
ルネ・ガルシア・プレヴァル大統領（2006年3月11日）

1987年に新憲法が制定され、民主的選挙によって選出された左派のアリスティドが1991年に大統領に就任。しかし、同年9月のラウル・セドラ将軍による軍事クーデター（1991 Haitian coup d'état）により、アリスティドは亡命。アリスティド支持派はハイチの進歩と発展のための戦線により多数殺害された。軍事政権は、国連（国際連合ハイチ・ミッション）およびアメリカ合衆国の働きかけ、経済制裁などの圧力、更に軍事行動を受けた結果、政権を返上。セドラ将軍は下野し、アリスティドは1994年に大統領に復帰した。1996年、アリスティド派のルネ・ガルシア・プレヴァルが新大統領になり、2001年には、再びアリスティドが大統領となった。
2004年2月5日「ハイチ解放再建革命戦線」が北部の町ゴナイーヴで蜂起し、武力衝突が発生した（ハイチ・クーデター）。1994年以降に国軍の解体が進められていたこともあり、反政府武装勢力に対し政府側は武力で十分な抵抗することは出来なかった。2月29日、アリスティド大統領は辞任して隣国ドミニカへ出国し、中央アフリカ共和国に亡命、同国においてフランス軍の保護下に入った（この顛末については、ジョージ・W・ブッシュ政権下のアメリカの関与も指摘されている）。
アレクサンドル最高裁長官が1987年の憲法の規定に従って暫定大統領になった。三者評議会は直ちに賢人会議を立ち上げ、長く国連事務局にあったラトルチュを首相に指名、組閣が行われた。一連の動きに対し国連は臨時大統領アレクサンドルの要請に基づき多国籍暫定軍(MIF)の現地展開を承認し、3月1日には主力のアメリカ軍がハイチに上陸した（Operation Secure Tomorrow）。4月20日には安保理決議1542号が採択され、MIFの後続としてブラジル陸軍を主力とする国際連合ハイチ安定化ミッション（MINUSTAH）を設立、治安回復などを図ることとなった。2006年2月に大統領選挙が行われ、再びアリスティド派のルネ・ガルシア・プレヴァルが51%の得票率で当選し、5月に大統領に就任した。

### ハイチ地震から現在
2010年にマグニチュード7.0の地震が発生し、ポルトープランスを中心に甚大な被害が生じた。更に追い打ちをかけるようにコレラが大流行し、多数の死者が出た。それに関し、PKOを派遣した国連がコレラ菌を持ち込んだとして非難された。地震を機にMINUSTAHの陣容は増強された。その後、2017年10月15日に活動を終了した。
2010年11月にはプレヴァルの後任を決める大統領選挙が実施されたが、選挙にまつわる不正疑惑から暴動が発生、翌年3月にようやく決選投票が実施された。決選投票の結果、ポピュラー歌手出身のミシェル・マテリが大統領に選出された。民選大統領の後継を同じく民選大統領が務めるのは、ハイチの歴史上初めてのことである。
2017年10月15日に国際連合ハイチ安定化ミッションを終了し、アリスティド追放以来駐留していた国連平和維持軍が撤退。これにより治安が再び悪化。首都ポルトープランスでもギャングが徘徊し、民家に押し入って乱暴し、たまりかねた市民が区役所の中庭などに避難する事態となった。ギャングたちは市内で我が物顔に行動しており、公式には否定されているものの、政権および反政権の政治家との癒着が噂されている。
2020年にはギャングによる誘拐事件が日常茶飯事となり、国連の発表では前年比3倍に当たる234件が発生。しかしポルトープランスに拠点を置く人権保護団体の見解によれば、実数は796件に及ぶ。
2021年7月7日、ジョブネル・モイーズ大統領が自宅で正体不明の奇襲部隊に暗殺された（ジョブネル・モイーズ暗殺事件）。全権を掌握したジョゼフ暫定首相が同日、声明で明らかにした。2022年現在、首都ポルトープランスでは市内の6割がギャングの支配下に置かれており、レイプや殺人など暴力によって住民を支配している。治安の悪化のために、犯人が処罰されることはほとんどなく、病院は機能していない。
2024年、刑務所がギャングに襲撃され、受刑者約4000人が脱獄をした。事態を受け、政府が3月3日、非常事態を宣言した。無政府状態となる中で外遊中のアリエル・アンリ首相は辞任を余儀なくされ、経済・財務相だったミシェル・ボワベールが暫定首相に就任。同年4月27日、新政権発足まで国を統治する「暫定大統領会議」が発足し、同月30日に大統領を決める投票を行うと発表した。また、暫定政府の任期は2026年2月までとし、それまでに選挙が行われる道筋が示された。
ギャングが横行する中で、国内の治安が極端に悪化。地続きの隣国であるドミニカ共和国へ移動する国民が増えた。2024年、ドミニカ共和国側は、過剰な移民を問題視して同年中に27万6000人のハイチ人を強制送還した。
2025年現在もギャングの勢力は拡大する一方であり、同年4月22日には、国連の最高代表はハイチが「完全な混乱」の「引き返せない地点」の瀬戸際にあると警告した。

## 政治

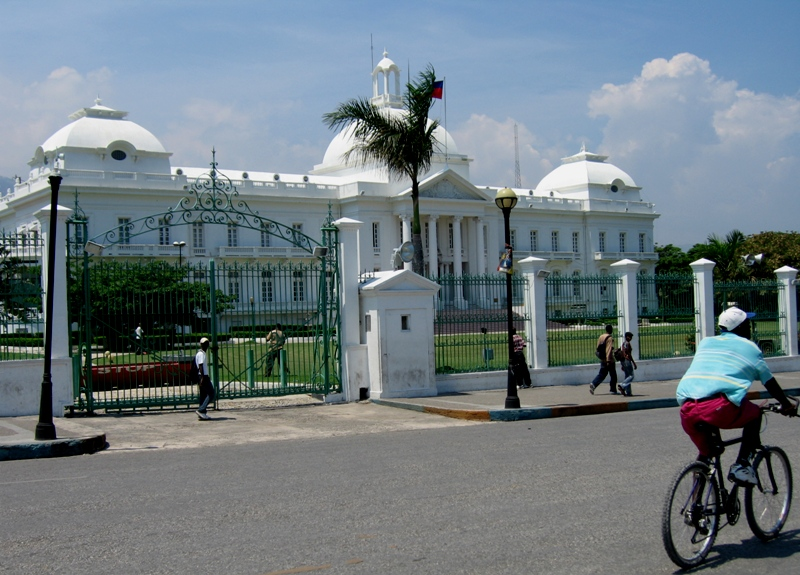
ポルトープランスにあった大統領宮殿（2010年の地震で倒壊）。

元首たる大統領は、全国民の選挙によって選ばれ、任期は5年。首相は、大統領の指名によるが、議会の承認が必要である。内閣の閣僚は、首相が大統領と協議して指名する。
議会は、両院制（二院制）であり、上院も下院も議員は、国民の選挙によって選出される。上院は30議席、任期6年で、2年ごとに3分の1ずつ改選。下院は119議席で、任期は4年。

### 近年の動向
ハイチの政治は独立以来、慢性的に混乱が続いている。FFP（平和基金会）による2020年時点の失敗国家ランキング（脆弱状態グローバルデータ）ではワースト13位であり、これは北朝鮮（ワースト30位）より上位である。2010年の大地震では大統領府、財務省、外務省などの政府官庁が倒壊し、その後の復興も進まず、治安悪化でギャングが支配力を増したため、政府機能は麻痺状態にある。
2000年11月26日に執行された大統領選挙では、元大統領のジャン＝ベルトラン・アリスティドが92%の票を獲得し、2001年2月7日に再任した。2004年4月のアリスティド追放後、再三延期された後に執行された2006年2月の大統領選挙では、63歳の元大統領ルネ・ガルシア・プレヴァルが再選された。2015年10月の大統領選挙では、不正選挙に対する抗議デモにより2度延期され、2016年2月7日にプレヴァルの後任のミシェル・マテリが任期終了で退任。エヴァンス・ポール首相の大統領代行、2月14日就任のジョスレルム・プリベール上院議長の暫定大統領を経て、2017年2月に48歳のジョブネル・モイーズが大統領に就任したが、2021年7月7日に暗殺された。
モイーズ暗殺以降も政情不安が続き、選挙を行えないため、正式な大統領を選出できず、アリエル・アンリ首相代行が大統領代行も兼任する事態となっている。選挙で選ばれていないアンリが権力を握り続けることには国民からの疑問の声も出たが、治安回復が最重要として選挙の延期を繰り返した。政府も議会も機能していないため、2024年4月25日まで実質的な無政府状態に陥った。
議会選挙も2019年に実施予定だったが、混乱により実施できず、2020年1月に下院議員全員と上院議員20名が任期切れで失職。2023年1月には残る上院議員10名も任期切れで失職となり、2025年現在は両院の全議席が空席となっている。
アンリ首相代行は、2024年1月下旬にガイアナとケニアを訪問し、国内の暴力に対処するための国際治安部隊の派遣について合意したものの、首都ポルトープランスの8割を支配するギャング団のリーダーから帰国すれば殺害すると脅迫されたため、帰国できない状態が続き、3月に滞在先のケニアで辞任を表明する事態となった。
2024年4月7日、ハイチの政治指導者が協定に調印し、投票権を持つメンバー7名と持たないオブザーバー2名の合計9名で構成される暫定大統領評議会の設立で合意した。評議会は2026年2月7日まで有効で、それまでのアンリからの権限移譲の承認が焦点となっている。

### 国際関係・外交
歴史的に関りが深いアメリカ合衆国やフランスのほかカナダとの関係を重視している。キューバとも1996年に国交を回復させた（キューバ革命で米国や親米諸国と対立関係にあった）。カリブ海世界や中南米の一国としてカリブ共同体（CARICOM）やラテンアメリカ・カリブ共同体（CELAC）に参加している。政情不安や災害による打撃が大きく、国際連合や米州機構（OAS）の支援を受けている。
2025年6月9日、アメリカ合衆国は安全上の理由から、ハイチ国民の入国を事実上禁止した。

#### 日本国との関係
日本との外交関係は、太平洋戦争により断絶したが、戦後の1956年に回復した。在ドミニカ日本大使館による兼轄を経て、2021年1月1日に在ハイチ日本大使館が開設された。

#### 台湾との関係
ハイチは中華民国（台湾）を承認している。

### 軍事
かつて7000人以上の兵力を擁したハイチ軍は1995年のアリスティド大統領復帰後に一度解体され、2015年末に規模を縮小して復活した（陸軍500人と予備兵50人）。他に小規模な国家警察と沿岸警備隊がある。

## 地理

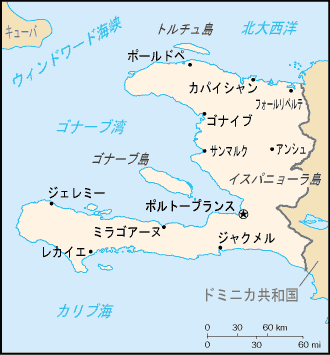
ハイチの地図。

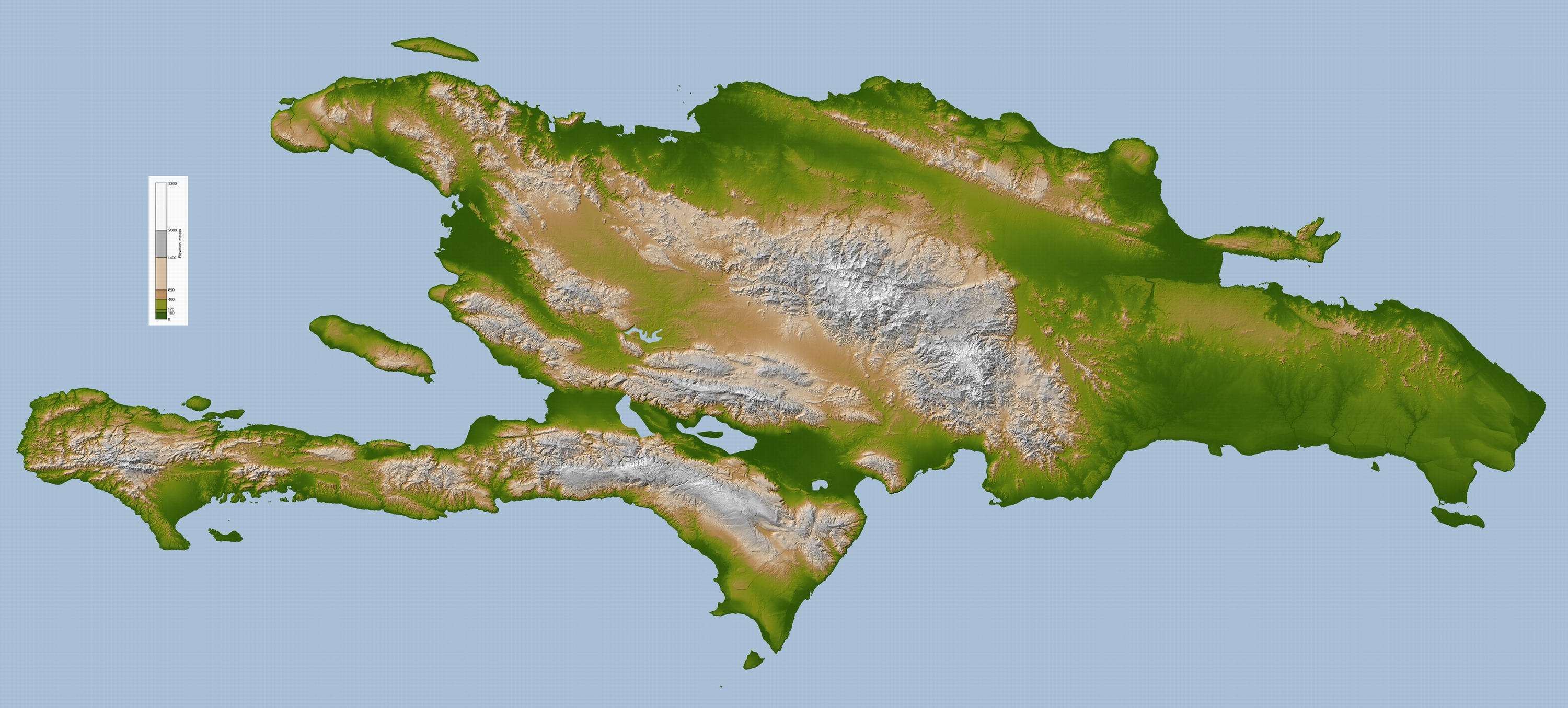
観測用衛星で捉えたハイチの地形図。

ハイチの地勢は、主として岩の多い山々からなっており、沿岸部にはわずかながら平野や谷間を流れる川がある。中央部から東部は、大きく隆起した台地になっている。最高峰はラ・セル山（2680m）で、ゴナーブ島、トルチュ島、ヴァシュ島、グランド・チェミット島などの島々も含む。最も大きな都市は、200万人が住む首都のポルトープランスで、2番目は60万人のカパイシャンである。
北部地域はマッシフ・デュ・ノール（北部山地）とプレイヌ・デュ・ノール（北部平野）から成る。マッシフ・デュ・ノールはドミニカ共和国の中央山脈の延伸である。ハイチの東部国境の始まりとなり、ギュヤムー川の北と、北部半島を通して北東に延長している。プレイヌ・デュ・ノールの低地はマッシフ・デュ・ノールと北大西洋の間のドミニカ共和国との北部国境に横たわる。中央地域は二つの平野と二つの山脈からなる。プラトー・セントラル（中央高原）はマッシフ・デュ・ノールの南のギュヤムー川の両側に沿って南東から北西に延伸している。プラトー・セントラルの南東はノワール山地となり、北西部はマッシフ・デュ・ノールに溶け込んでいる。
南部はプレイヌ・デュ・クル＝ド＝サク（南東部）と南部半島（チビュロン半島として知られる）の山々からなる。プレイヌ・デュ・クル＝ド＝サクは自然沈下によりトルー・カイマンやハイチ最大の湖であるラク・アズエイといった塩湖を抱えている。南部山脈はドミニカ共和国最南端のシエラ・デ・バオルコに始まり、ハイチのセル山地とオット山地になりハイチ南部の細長い半島を形成する。この山地にあるラ・セル山がハイチの最高峰（2,680m）になる。

## 地方行政区分

ハイチの県。

ハイチの地方行政区分の最上位にあるのは、10の県（depatmen）である。ハイチでは地方自治権は与えられておらず、県は中央政府の政策を執行する程度の権能しか持たない。2003年以降の県名と県庁所在地は、以下の通り。
1. アルティボニット県 - ゴナイーヴ
2. 中央県 - アンシュ
3. グランダンス県 - ジェレミー
4. ニップ県 - ミラゴアーヌ
5. 北県 - カパイシャン
6. 北東県 - フォールリベルテ
7. 北西県 - ポールドペ
8. 西県 - ポルトープランス
9. 南東県 - ジャクメル
10. 南県 - レカイ（オカイ）

### 主要都市
主要な都市はポルトープランス（首都）、カルフールがある。

## 経済

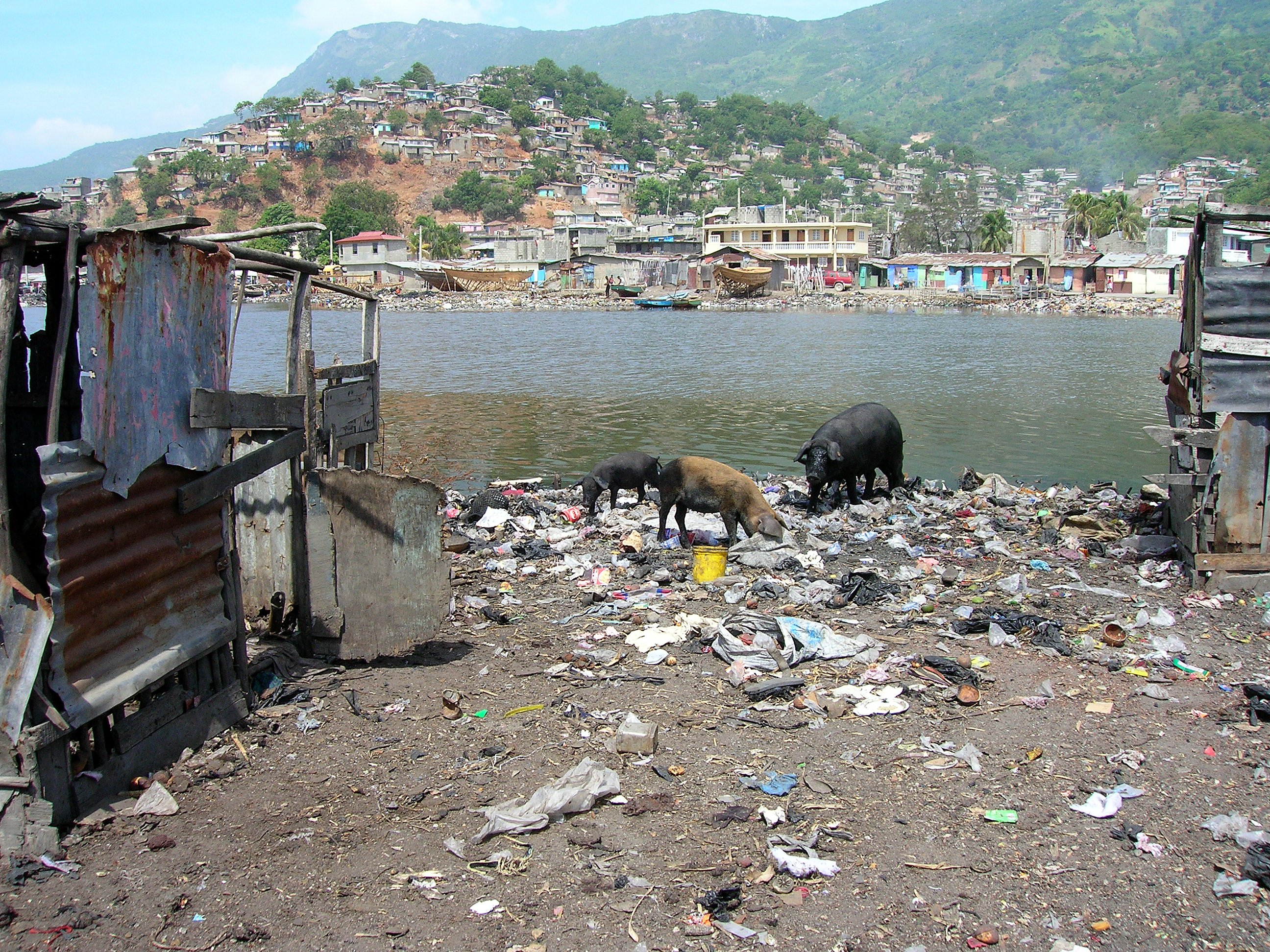
カパイシャンのスラム

国際通貨基金（IMF）の推計によると、2013年のハイチの国内総生産（GDP）は84億ドルである。一人当たりのGDPは820ドルであり、これは世界平均の10%未満、アメリカ州の全国家の中で最も低い数値である。
植民地時代は世界で最も豊かで生産的な地域とも呼ばれていたが、現在では西半球でも最も貧しい国と言われており、国民の80%は劣悪な貧困状態に置かれている。また国民の70%近くが、自給のための小規模な農場に依存しており、経済活動人口の3分の2が農業に従事しているが、規模が零細である上に灌漑設備などの農業インフラが不十分で天水に依存した伝統的農法に頼っており、過耕作による土地の荒廃なども影響して、生産性は極めて低く、食料自給率は45%、米の自給率は30%未満である。そのため、恒常的に食糧不足で、食料需要の大半を海外からの輸入と援助に大きく依存しているが、人口の約半数に相当する380万人は慢性的に栄養失調状態にある。
フランソワ・デュヴァリエによる独裁時代は、国際的にも孤立していたため、食糧の自給は最重要課題であり、政府の手厚い保護政策によって、食糧自給率は80%、米の自給率は100%を誇ったが、民主化後はアメリカの米が多量にハイチにも入るようになり、米価は暴落。安価で安定的な食事が得られるようになった一方で、量でも質でも太刀打ち出来ないハイチの農家は次々耕作を放棄し、都市へ仕事を求めるようになり、食料自給率は急落した。仕事にあぶれた農民が都市部へと流れたことで失業率は急増し、皮肉にもさらなる貧富の格差を生み出すことになった。
こうした中、2007年3月、9月の豪雨、8月、10月、12月の熱帯性暴風雨などの自然災害により、全国で約4万世帯が被災し、同国穀倉地帯も甚大な被害を受けたため、国連による緊急アピールが複数回出された。自然災害による食糧不足のため国内生産物の価格が上昇したが、ほぼ同時期に穀物の国際価格も高騰した。こうした食糧価格の高騰による影響は市民の抗議行動、暴動へとエスカレートし、首相が解任される事態までに発展した。加えて、2010年1月に発生した大地震も、ただでさえ貧弱な経済に大きな打撃を与えることになった。
1996年に就任したプレヴァル大統領以来、若干の雇用が創出されたが、効果は上がっていない。国際的な支援を十分に得られないでいるため、必要とする開発支援を確保できない状態にある。
1970年代以降は、ギャングを中心としたインフォーマルセクターがGDPの50％以上を占めている。安価な労働力を背景として縫製産業の発展が一部に見られるが、政情不安や自然災害、ギャングの暗躍により経済発展が阻害されている。

## 国民

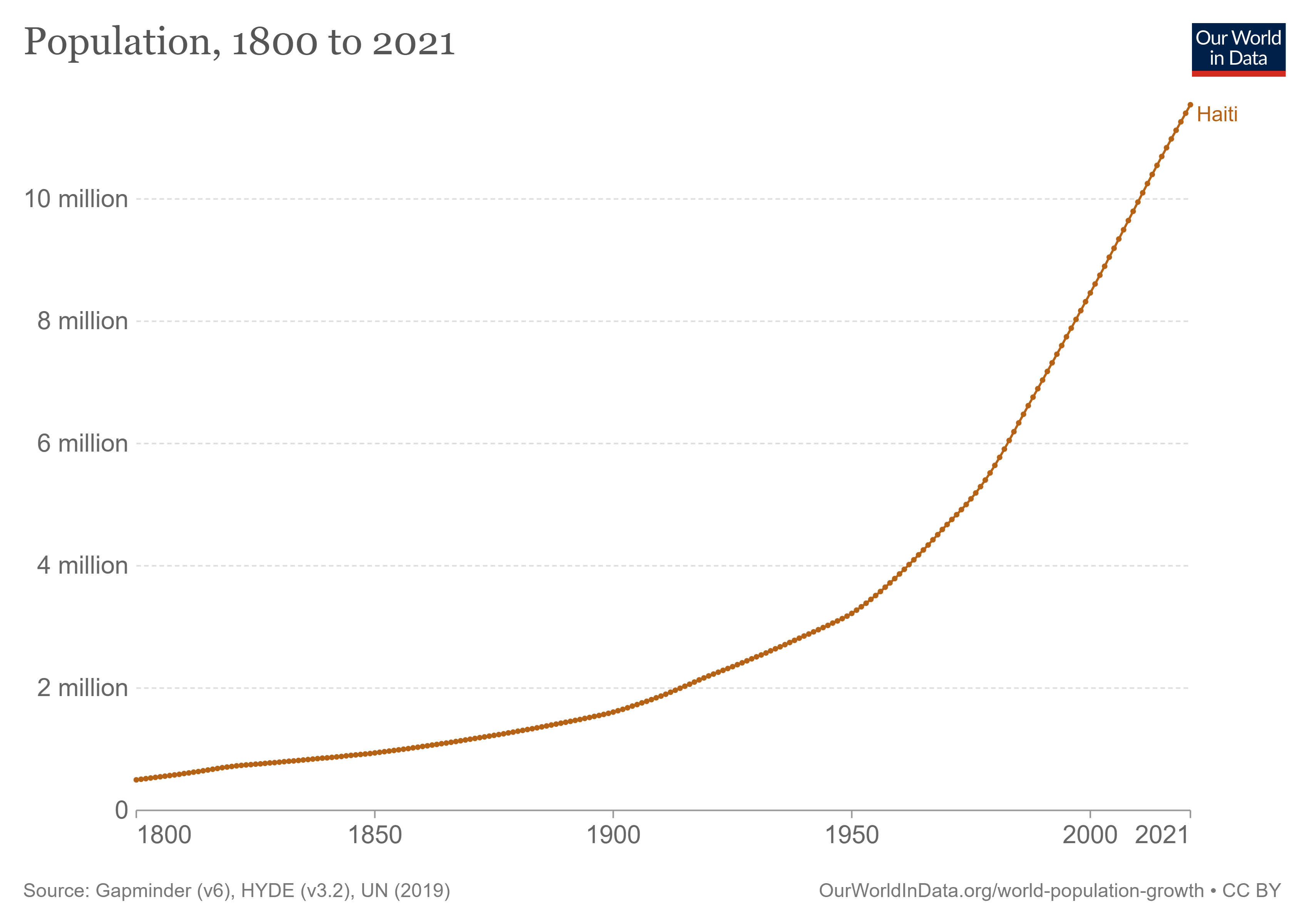
FAOによる1961年から2003年までのハイチの人口増加グラフ。

ハイチの平均人口密度は362人/km2であるが、首都ポルトープランスがある西県に極度に集中している。

### 民族
ハイチ人の約95%がアフリカ系であり、残りのほとんどはムラート（白人とアフリカ人の混血）である。エリートであるムラートとその他の黒人との間の経済的、文化的、社会的格差が著しい。その他に、数は少ないが独立後に中東から移民したアラブ系ハイチ人が存在する。
植民地時代にアフリカからハイチに連行された人々のルーツは、セネガンビア（現在のセネガルとガンビア）のウォロフ人、バンバラ人、フルベ人、マンディンゴ人などイスラーム教を奉ずる人々や、黄金海岸（現在のガーナ）のファンティ人、奴隷海岸（現在のナイジェリア、ベナン）のフォン人、イボ人、ヨルバ人、さらにはコンゴ、アンゴラの人々など非常に多岐に渡るものであったが、ハイチの黒人文化の主流となったのは、ダホメ王国（現ベナン）出身のフォン人の文化であり、ヴードゥー教や祖先信仰などダホメの文化がハイチでヘゲモニーを握ることとなった。アフリカの各地にルーツを持ち、対立していた奴隷たちは、ダホメのヴードゥーによって結束を達成した。
また、貧困から抜け出すために海外への移民・難民も少なくなく、アメリカ合衆国のマイアミとニューヨーク（ハイチ系アメリカ人）、カナダのモントリオール（ハイチ系カナダ人）、フランスの首都パリ、バハマ、ドミニカ共和国には大きなハイチ人の移民コミュニティがある。

### 言語
公用語はハイチ語（クレオール言語）とフランス語。フランス語系のクレオール言語であるハイチ語は1987年に公用語として認められた。ほとんどのハイチ人はハイチ語を日常的に使うが、公的機関やビジネス、教育では標準フランス語が使用される。

### 宗教
国民の約95%がキリスト教徒であり、宗教の主流は国教ともなっているカトリックで、国民の約80%が信仰している。カトリックの他にはペンテコステ派、バプティストなどのプロテスタントや、少数ながら正教も信仰されている。多くのハイチ人はカトリックの信仰と並行して、アフリカ系のベナンにルーツを持つ宗教であるブードゥー教の慣習も行っている。ブードゥー教にはブラジルのカンドンブレ、キューバのサンテリアなどとの近似が認められる。

### 教育
6歳から11歳までの初等教育が無償の義務教育とされているが、2003年の推計によれば、15歳以上の国民の識字率はアメリカ大陸で最も低い52.9%である。
主な高等教育機関としてはキリスト教主義学校として設立されたノートルダム大学（1904年）やマリー＝アン・カレッジ（1965年）、ハイチ大学（1920年）が挙げられる。

### 保健
アルバート＝シュバイツァー・ハイチ病院をはじめ、ジャスティニアン大学病院やトリニテ病院などの有力な病院が存在している。

## 治安
ハイチの治安は2025年現在、悪化の一途を辿っている。
2010年1月の震災後、ハイチ国家警察（fr:Police nationale (Haïti)、en:Haitian National Police，PNH）は治安維持の強化に重点を置き、スラム街を中心としたギャングなどに対する掃討作戦や取締りを行なっているものの、ギャングなどの反抗により警察官だけでなく一般市民も巻き添えになる事案が頻発している。発生する凶悪犯罪の中で特に注意を要する種別は強盗、殺人、誘拐であり、強盗については拳銃の使用率が極めて高く、外国人や富裕層ばかりでなく、一般のハイチ人もターゲットとなっていて、最も危険性が高い。拳銃が高い使用率となっているが、2016年ハイチでの犯罪発生後に回収・追跡された銃のうち99%がアメリカ製であった。殺人は「貧富の差」による嫉妬、物を「盗った」「盗られた」といった諍いを端緒とする極めて短絡的な動機によるケースが多い。誘拐については、2010年1月の震災以降、PNHの取組などにより発生件数自体は減少傾向にあったが、2020年は前年と比べ約2倍の発生件数となっており、また外国人を対象とした誘拐事件や、制服を着用して警察官を装う者による誘拐事件も発生していることから、引き続き注意が必要とされている。
2021年7月、モイーズ大統領が私邸で約20人の武装集団に襲撃され射殺された。実行グループの大半はコロンビア人の傭兵で、警護隊は介入しなかった。この事件について2024年2月、ハイチ司法当局はマルティーヌ大統領夫人や当時の暫定首相、警察長官を含む約50人を関与の疑いで起訴した。当時夫人も負傷し、米フロリダ州マイアミで治療を受け、自身のツイッターでテロを痛烈に非難していた。
2022年10月、ギャング団による犯罪が横行するなど治安が極度に悪化しているとして、日本の外務省は全土の危険情報を「レベル3」（渡航中止勧告）から最高度の「レベル4」（退避勧告）に引き上げた。
2024年2月時点で、首都の8割を武装ギャングが支配する無政府状態である。さらにギャングの襲撃で刑務所から受刑者約4千人が脱走するなど、混乱が拡大している。有力なギャング連合を率いる「バーベキュー」こと元警察官のジミー・シェリジエは、ケニアを訪れていたアンリ大統領が帰国すれば殺害すると脅していた。同年3月、アンリがケニアで辞任を表明し無政府状態となる。これを受け、国連の多国籍部隊を率いる予定だったケニアも、1000人規模の治安維持部隊の派遣を延期すると表明した。
国連世界食糧計画（WFP）は2024年3月12日、ハイチでは140万人が「飢餓の一歩手前」の極限状態に置かれていると警告した。港湾や道路がギャングにより封鎖され、食料の持ち込みも制限されているとしている。
2024年12月には、ポルトープランスのスラム街で、ギャングのリーダーが「自身の子供が重病になったのはブードゥー教の呪術の所為だ」と吹聴し、同月9日までに高齢者127人を含む、少なくとも184人の住民を殺害する事件も発生し、国連人権高等弁務官は同年にハイチで殺害された犠牲者はこれで5000人になったと指摘するなど、極めて治安状況が悪化している、

## 文化
独立後のハイチでは、フランスの文化に一体化しようとする都市のムラート層と、アフリカやインディオのクレオール的な文化を持った農村の黒人層の文化が相対立しており、エリートのムラート層は農村のアフリカ的文化に価値を見出さなかった。しかし、1920年代のアメリカ軍政期に、占領に対する抵抗のためにナショナリズムが称揚される動きの中で、特に詩人ジャン・プライス＝マルスによってアフリカ的な民衆文化の再評価がなされ、やがてこの運動はアフリカ的文化を見直すノワリズム（黒人主義）に繋がり、1930年代から1940年代のマルチニークのエメ・セゼールとセネガルのレオポルド・セダール・サンゴールらによるネグリチュード運動の源流の一つともなった。

### 食文化

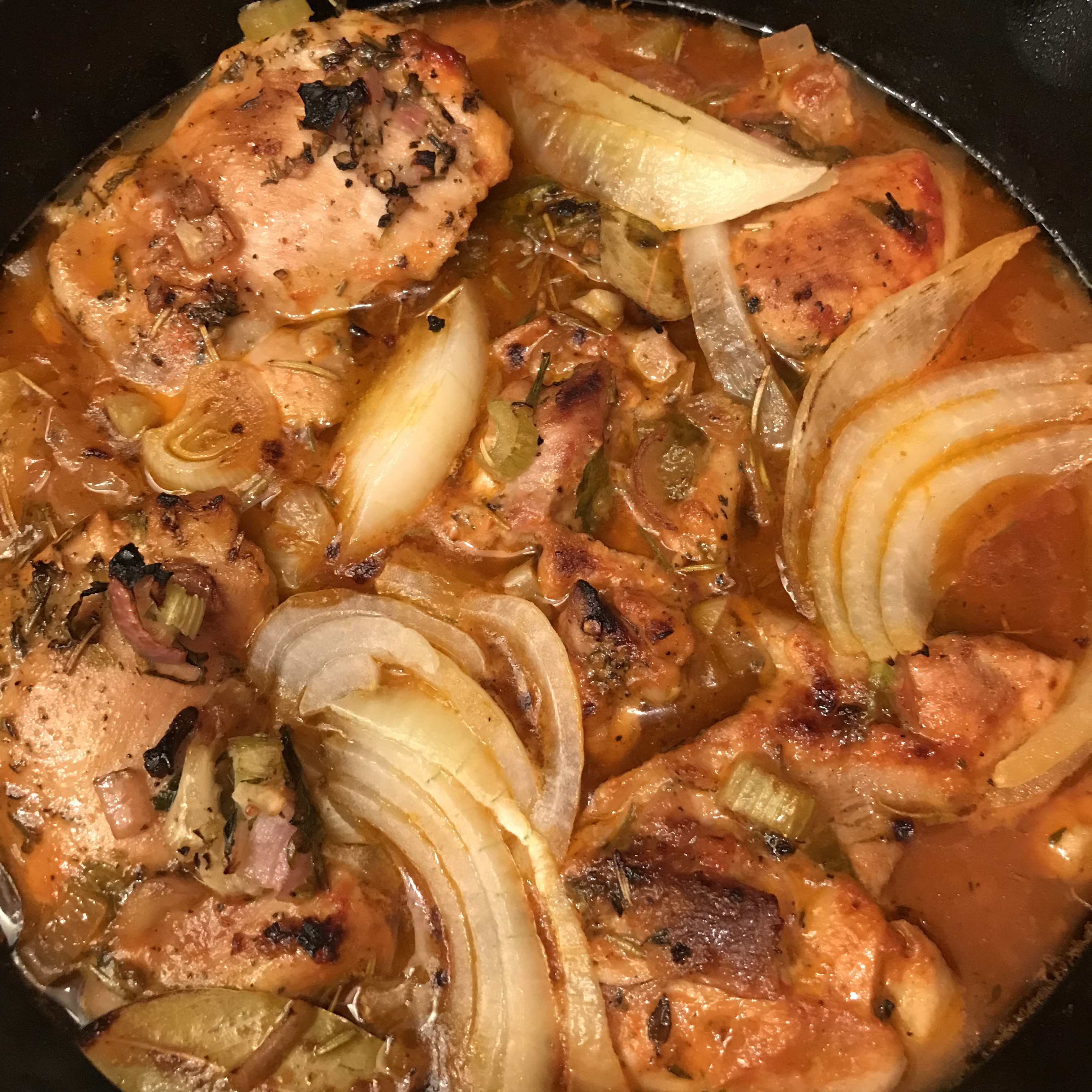
ポール・アン・ソス（Poul an sòs）
ハイチの伝統料理の一つで、鶏肉を使った料理である。

ハイチ料理はアフリカ料理を基盤にフランスとタイノ人の影響を受けており、スペイン料理の影響も受けている。そのためキャッサバ、ヤムイモ、トウモロコシ、米、豆を多用する。また、カリブ海諸国の例に漏れずラム酒も広く飲まれている。

### 文学
19世紀末から20世紀初頭にかけて一群の知識人達が国民小説と呼ばれる文学を創始した。「国民小説」は、フランス文化を身に付けたハイチ知識人によって担われたため、フランス文化的な背景を持たない農村部の住民の文化とは隔絶していたが、人種主義が猛威を奮っていた時代において、黒人知識人によって担われる文学はそれだけで人種主義への抵抗や、国威発揚を果たした。その後アメリカ軍占領期に『おじさんはこう語った』（1929年）を著したジャン・プライス＝マルスによってアフリカ的なハイチ農村文化とヴードゥー教の価値の再評価がなされた。『おじさんはこう語った』はフランス文化を自らの文化としていたハイチの知識人に深刻な衝撃を与え、まもなく『朝露の統治者たち』（1940年）のジャック・ルーマンや、『奏でる木々』（1957年）のジャック＝ステファン・アレクシスによって、アンディジェニスム（原住民主義）に基づいた「農民小説」と呼ばれる潮流が生まれた。
その後、デュヴァリエ政権がノワリスム（黒人主義）を黒人至上主義の人種主義に換骨奪胎してしまい、独裁政権のイデオロギー的背景としてしまったことはハイチの知識人に大きな挫折をもたらした。以降ハイチ文学は亡命者や国外居住者によって担われるものが主流となり、現代ハイチ文学の特に著名な作家としてはフランケチエンヌ、エミール・オリヴィエ、エドウィージ・ダンティカなどの名が特に挙げられる。

### 音楽

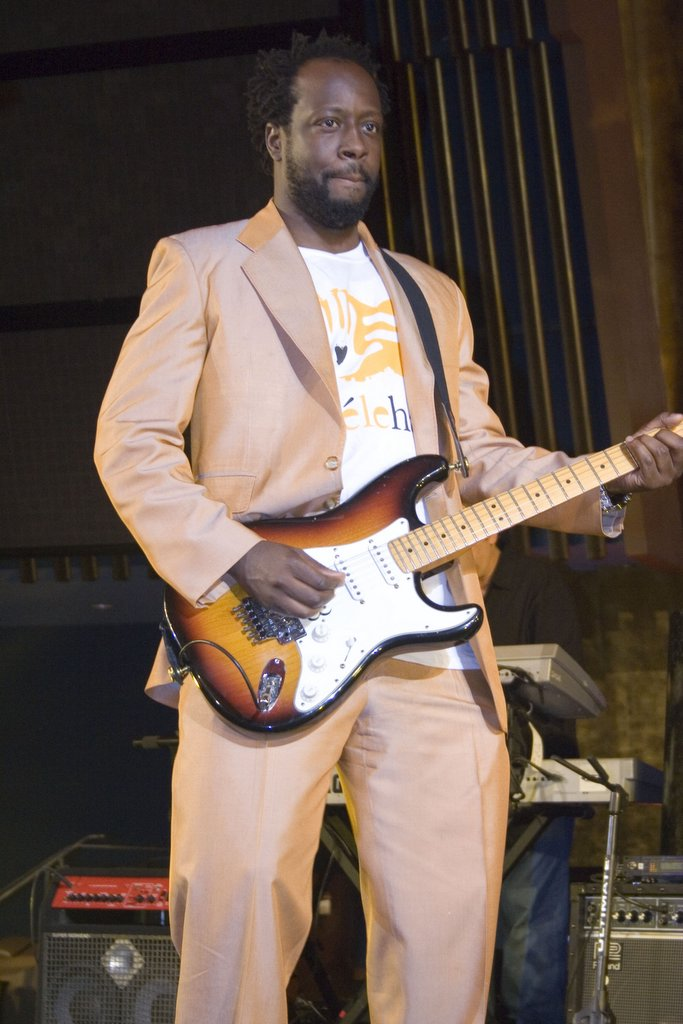
フージーズのワイクリフ・ジョン。フージーズがアメリカ合衆国と世界市場で成功を収めた後、ハイチの移動大使として混乱が続く母国の発展に努めている。

ハイチは国民所得や識字率が低いこともあり、音楽が重要な娯楽とメディアの役割を果たしている。主な音楽のジャンルとしては、メレング、ヴードゥー音楽、ララ、コンパ、ヒップホップ、ミジック・ラシーンなどの名が挙げられる。
19世紀の半ばごろにフランス人のコントレダンスとアフリカのコンゴ地方の黒人の舞踊が発達し、メレングと呼ばれるダンス音楽となった。メレングではバンジョーやマリンブラなどの楽器が使用される。
ハイチ特有の音楽ジャンルの中で最も有名なものはドミニカ共和国のメレンゲの影響を受け、ハイチ風に解釈したコンパ（en:Compas music）であり、隣のキューバ音楽と同様に華やかな音楽とダンスのジャンルだが、これもまたアメリカ合衆国のジャズと関係を持っている。コンパは1957年にヌムール・ジャン＝バティストとウェベール・シコによって始められ、1970年代から1980年代に最盛期を迎えた。コンパはしばしばアフリカの太鼓、モダンギター、シンセサウンド、サクソフォーン、ハイチ語で歌われる歌詞を使う。ハイチのコンパのバンドには合衆国とヨーロッパのハイチ人コミュニティを通して世界的に有名なものも存在し、ミニ・オールスターズ、タブー・コンボ、T-Vice、カリミ、マス・コンパなどがその例である。
1980年代後半からヴードゥー教やララといった伝統音楽を基盤に、ジャズやアフリカ音楽を取り入れて現代的なポピュラー音楽に再生したミジック・ラシーン（en:Rasin,ハイチ語で「根源の音楽」の意）運動が盛んになり、ブックマン・エクスペリアンス（en:Boukman Eksperyans）やブッカン・ギネなどがアメリカ合衆国市場でも一定の成功を収めた。
ハイチで生まれ、9歳でアメリカ合衆国のニューヨークに渡ったワイクリフ・ジョンが主体となって結成されたフージーズは同国市場で大成功を収め、2007年にジーンはハイチの移動大使に任命された。ワイクリフ・ジョンの他にも、アメリカ合衆国やカナダやフランスに移住して創作活動を続けるミュージシャンも多く、カナダ在住のエメリーヌ・ミッシェルやメリッサ・ラヴォーなどの名を挙げることができる。

### 芸術

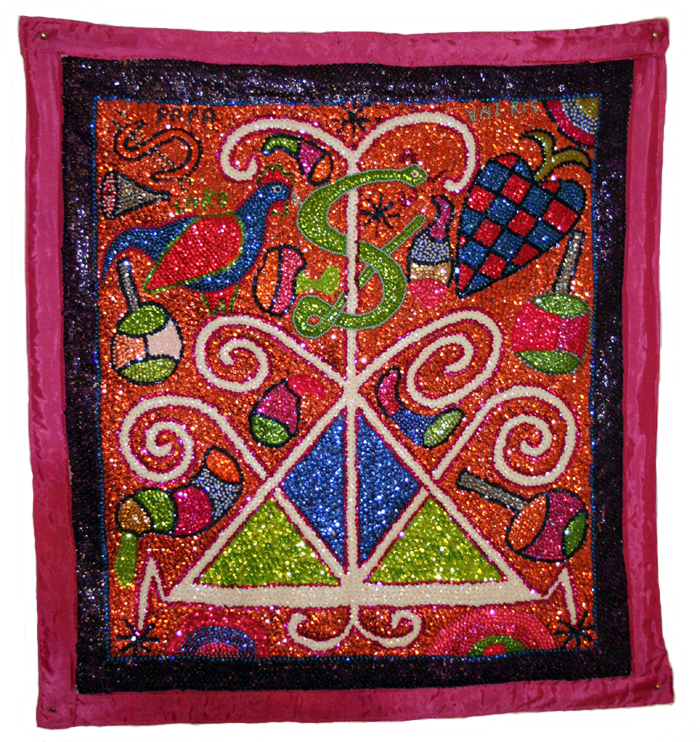
ヴードゥーのドラポー（フランス語で旗の意味）。ジョージ・ヴァルリスによるもの。

ハイチの芸術は絵画に特化した面を持ち合わせている。アンドレ・マルローがハイチ絵画を絶賛したように、20世紀においてハイチの絵画は、第一次世界大戦でヨーロッパが没落した後の、新たに創造的な美術であるとみなされてきた。絵画のジャンルにはハイチの日常生活を描くもの（生活描写派）、ヴードゥー教の儀式を描くもの（ヴードゥー派）、ハイチの歴史を描くもの（歴史画派）などが存在し、独特の色遣いと表現形式により、ハイチ絵画は世界的に高い評価を受けている。
1943年にハイチを訪れたアメリカ合衆国出身のデウィット・ピータースは、英語教育の傍らハイチ美術の支援に努め、ハイチにサントル・ダール（アート・センター）を設立した。ピータースとサントル・ダールの活動により、それまで注意を払われなかったハイチの美術に焦点が当たり、ペティオン・サヴァン、エクトール・イッポリト、フィロメ・オバン、リゴー・ブノワ、カステラ・バジルなど、ハイチの名だたる画家たちの個展が国外で開かれるようになり、ハイチ美術全体の活性化に大きく寄与することとなった。サントル・ダール周辺で活躍した人々はヘイシャン・アートの第一世代を築いた。

### 世界遺産

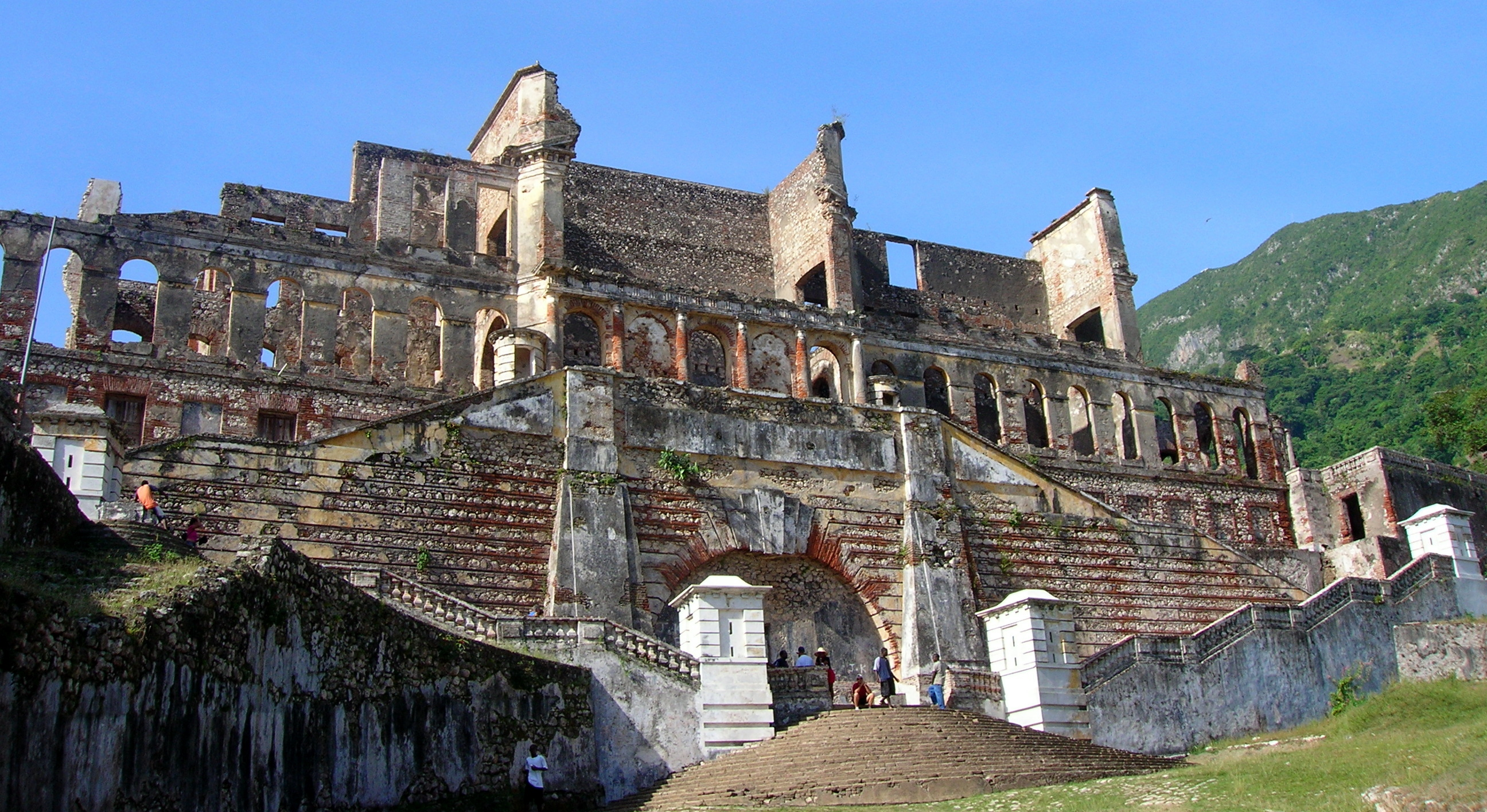
シタデル、サン＝スーシ城、ラミエール国立歴史公園。

同国の世界遺産には、ユネスコの文化遺産に登録された、シタデル、サン＝スーシ城、ラミエール国立歴史公園の1件が存在する。

### 祭礼

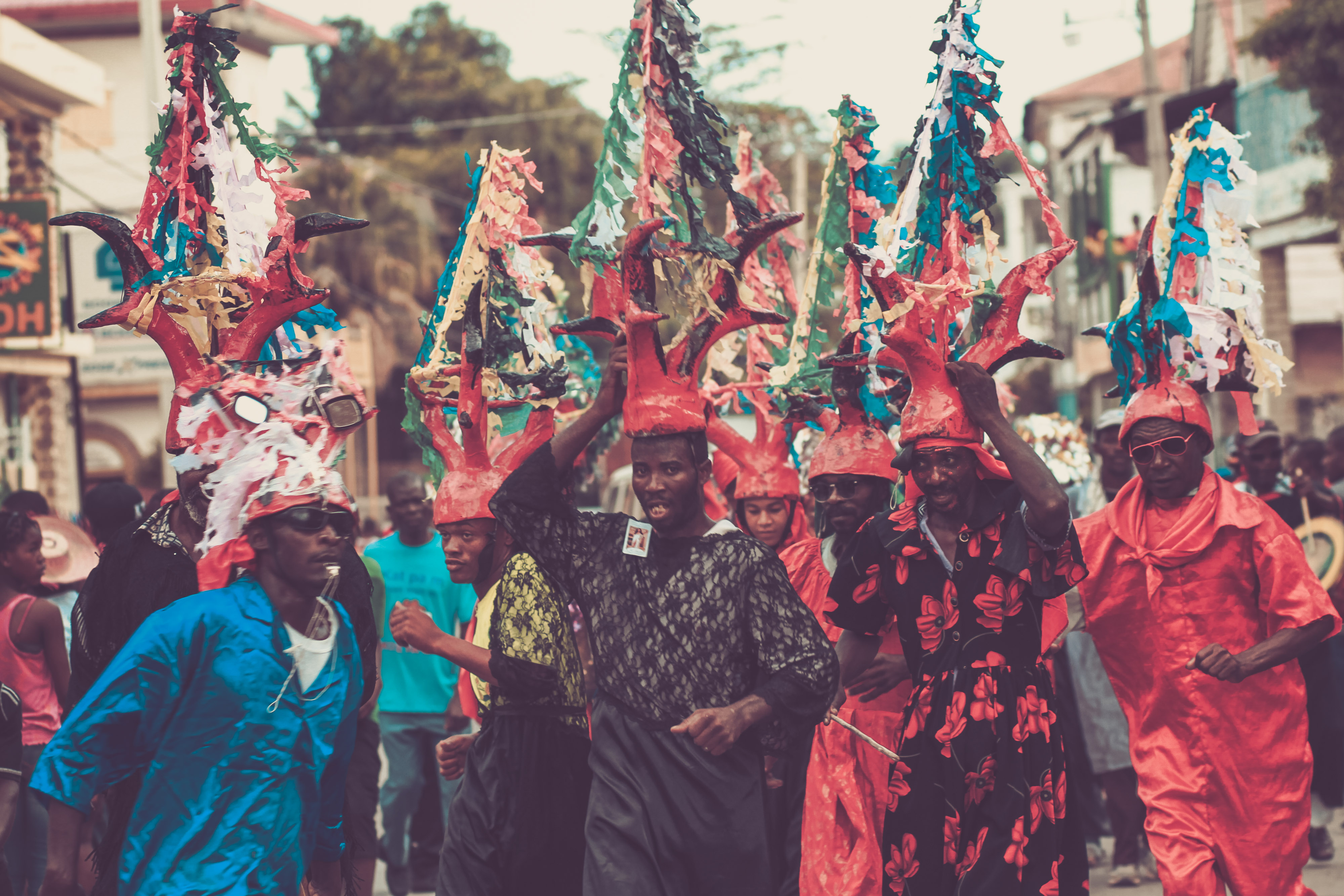
2014年3月に開催されたカーニバルの様子。
ジャクメル（Jacmel）にて撮影

ハイチではカーニバルが毎年開催されている。

### 祝祭日
| 日付     | 日本語表記                         | フランス語表記                                        | 備考 |
| -------- | ---------------------------------- | ----------------------------------------------------- | ---- |
| 1月1日   | 独立記念日                         | Jour de l'indépendance                                |      |
| 1月2日   |                                    | Jour des Aïeux                                        |      |
| 2月7日   |                                    | Investiture du Président élu                          |      |
| 5月1日   | メーデー                           | Jour de l'Agriculture et du Travail                   |      |
| 5月18日  |                                    | Fête du Drapeau et de l'Université                    |      |
| 6月27日  |                                    | Notre Dame du Perpétuel Secours, patronne d'Haïti     |      |
| 8月15日  | 聖母被昇天祭                       | Notre Dame de l'Assomption                            |      |
| 10月17日 | ジャン＝ジャック・デサリーヌ記念日 | Mémoire de Jean-Jacques Dessalines, père de la Nation |      |
| 11月1日  | 諸聖人の日                         | Tous les Saints                                       |      |
| 11月2日  | 死者の日                           | Commémoration des Fidèles défunts                     |      |
| 12月25日 | クリスマス                         | Nativité de Jésus-Christ                              |      |

### スポーツ
ハイチはオリンピックには1900年のパリ大会で初参加を果たしており、1924年のパリ大会では射撃競技で銅メダルを獲得している。1928年のアムステルダム大会でシルヴィオ・カトールが銀メダルを獲得して以降、およそ100年にわたってメダル獲得に至っていない。また、冬季オリンピックには未出場となっている。
サッカー
ハイチ国内ではサッカーが最も人気のスポーツとなっており、1937年にはサッカーリーグのリーグ・ハイチが創設された。ハイチサッカー連盟によって構成されるサッカーハイチ代表は、FIFAワールドカップには1974年西ドイツ大会で1度出場を果たしている。CONCACAFゴールドカップでは、1973年大会で1度優勝を達成している。また、カリビアンカップでは2度の優勝経験を有する。南米選手権のコパ・アメリカにおいては、100周年記念大会となったコパ・アメリカ・センテナリオ（2016年大会）で初参加し、3連敗でグループ最下位での敗退に終わった。

## 著名な出身者
- トマ＝アレクサンドル・デュマ - フランスの軍人
- トゥーサン・ルーヴェルチュール - ハイチ革命の指導者
- ミカエル・ジャン - カナダの総督
- ワイクリフ・ジョン - ミュージシャン
- ヨアキム・アルシン - 元プロボクサー
- サミュエル・ダレンバート - 元バスケットボール選手
- エマニュエル・サノン - 元サッカー選手
- ロマン・ジュヌヴォワ - 元サッカー選手
- ジャン＝ウード・モーリス - サッカー選手
- ジョニー・プラシド - サッカー選手